# Usseewa
«Usseewa» (うっせぇわ) — песня японской певицы Ado, выпущенная в качестве её дебютного сингла 23 октября 2020 года. Выпущен через цифровую дистрибуцию на лейбле Virgin Music.
Текст песни критикует так называемый «здравый смысл» общества, а Ado поёт от имени его членов об их недовольстве и гневе на общество. Песня исполнена сильно, с резкими словами; название и ключевая фраза песни «Usseewa», сокращение от うるさいわ (урусайва), что означает «Заткнись». Песня стала популярной среди молодого поколения в Японии, и даже была названа «молодежным гимном 2021 года».

## Релиз
Оригинальная песня была выложена на YouTube 23 октября 2020 года вместе с музыкальным видео, созданным Wooma. 2 декабря 2020 года была выпущена фортепианная версия песни в честь того, что клип «Usseewa» на YouTube превысил 10 миллионов просмотров. 5 февраля 2021 года Ado выпустила ремикс на песню Giga под названием «Usseewa (Giga Remix)».
По состоянию на декабрь 2023 года оригинальный клип на песню набрал 306 миллионов просмотров на YouTube.

## Композиция и текст
«Usseewa» — первая оригинальная песня Ado. Музыку спродюсировал продюсер Vocaloid Сюдо, фанатом которого и является исполнительница.
Термин «Usseewa», примерно эквивалентный английскому «Shut Up» и русскому «заткни(те)сь», был предметом многочисленных споров. В частности, многие родители в Японии были обеспокоены влиянием лирического содержания песни на маленьких детей. Эта тема была поднята в программе телеканала Fuji TV High Noon TV Viking! MORE, так как многие дети начали петь или имитировать текст песни в своей речи. Это привело к тому, что некоторые детские сады её запретили. Митц Мангров, с другой стороны, утверждает, что дети даже не понимают значения слов, а поют они песню только потому, что цепляет. Далее она заявляет, что практически невозможно запретить детям слушать эту песню, поскольку это популярный хит, который широко транслируется по телевидению и в торговых центрах.
Ado заявила, что текст песни призван помочь снять стресс у ее аудитории, резонируя с их разочарованием. Далее девушка заявляет, что «[она] поёт гнев людей вместо них, потому что хочет, чтобы они жили позитивно».

## Коммерческий приём
Песня заняла первое место в Billboard Japan Hot 100, Oricon Digital Singles Chart, Oricon Streaming Chart, и Spotify Viral 50 Japan. Клип на песню на YouTube набрал 100 миллионов просмотров за 148 дней после выхода. Сингл также достиг 100 миллионов прослушиваний на Billboard Japan через 17 недель после попадания в чарты, что стало шестым самым быстрым в истории и самым ранним подобным достижением у сольного певца. Песня стала социальным явлением, доминирующим на японских музыкальных сайтах и караоке-чартах через на протяжении нескольких месяцев после выпуска.

## Чарты

### Недельные чарты
| Чарт (2020)                      | Высшая позиция |
| -------------------------------- | -------------- |
| Global 200 (Billboard)           | 41             |
| Япония (Japan Hot 100)           | 1              |
| Япония Combined Singles (Oricon) | 2              |

### Годовые чарты
| Чарт (2021)                      | Позиция |
| -------------------------------- | ------- |
| Global Excl. U.S (Billboard)     | 118     |
| Япония (Japan Hot 100)           | 7       |
| Япония Combined Singles (Oricon) | 8       |
| Чарт (2022)                      | Позиция |
| Япония (Japan Hot 100)           | 59      |